# Cordia inermis
Cordia inermis là loài thực vật có hoa trong họ Mồ hôi. Loài này được (Mill.) I.M.Johnst. mô tả khoa học đầu tiên năm 1949.